# Foto
Pour les articles ayant des titres homophones, voir photographie et Fotö.
 (juillet 2017).
Si vous disposez d'ouvrages ou d'articles de référence ou si vous connaissez des sites web de qualité traitant du thème abordé ici, merci de compléter l'article en donnant les références utiles à sa vérifiabilité et en les liant à la section « Notes et références ».
To'oh (Foto) est un groupement et chefferie de 1er degré de la commune de Dschang, région de l'Ouest du Cameroun.

## Géographie
Le groupement s'étend au nord et à l'est de la commune de Dschang, sur 99 km2, soit 37,8% du territoire communal. La chefferie supérieure de Foto est localisée à 2 km au nord de Dschang Centre (Gendarmerie nationale).

## Histoire
To'oh (Foto) signifie en langue yemba « le chef qui interdit ». La chefferie To'oh (Foto) est une des 11 chefferies traditionnelles de premier degré de la région Ouest. Le mot Bamileke est Originaire du Yemba-To'oh; qui est d'ailleurs une déformation par les colons Allemands de Mba = les gens de et Meleke = ceux de la montagne, des ravins ou des rochers.

## Population
Le groupement To'oh (Foto) compte 52 villages (Fotchouli, Fonakeukeu, Tsinkop, Toutsang, Lifé'e, Balevounli, Kelen, litagli, Loung, Toula djizon, Lefee, azon, tschoafeu, tsinbing, etc.) il est peuplé de près de 50 000 âmes reparties sur une superficie de 99 km2. Il est limité par 6 groupements à savoir : Bafou, Fongo Tongo, Fotomena, Fotsetsa(F4), Fongo Ndeng (F4) et Foreke Dschang. 

## Culture et traditions

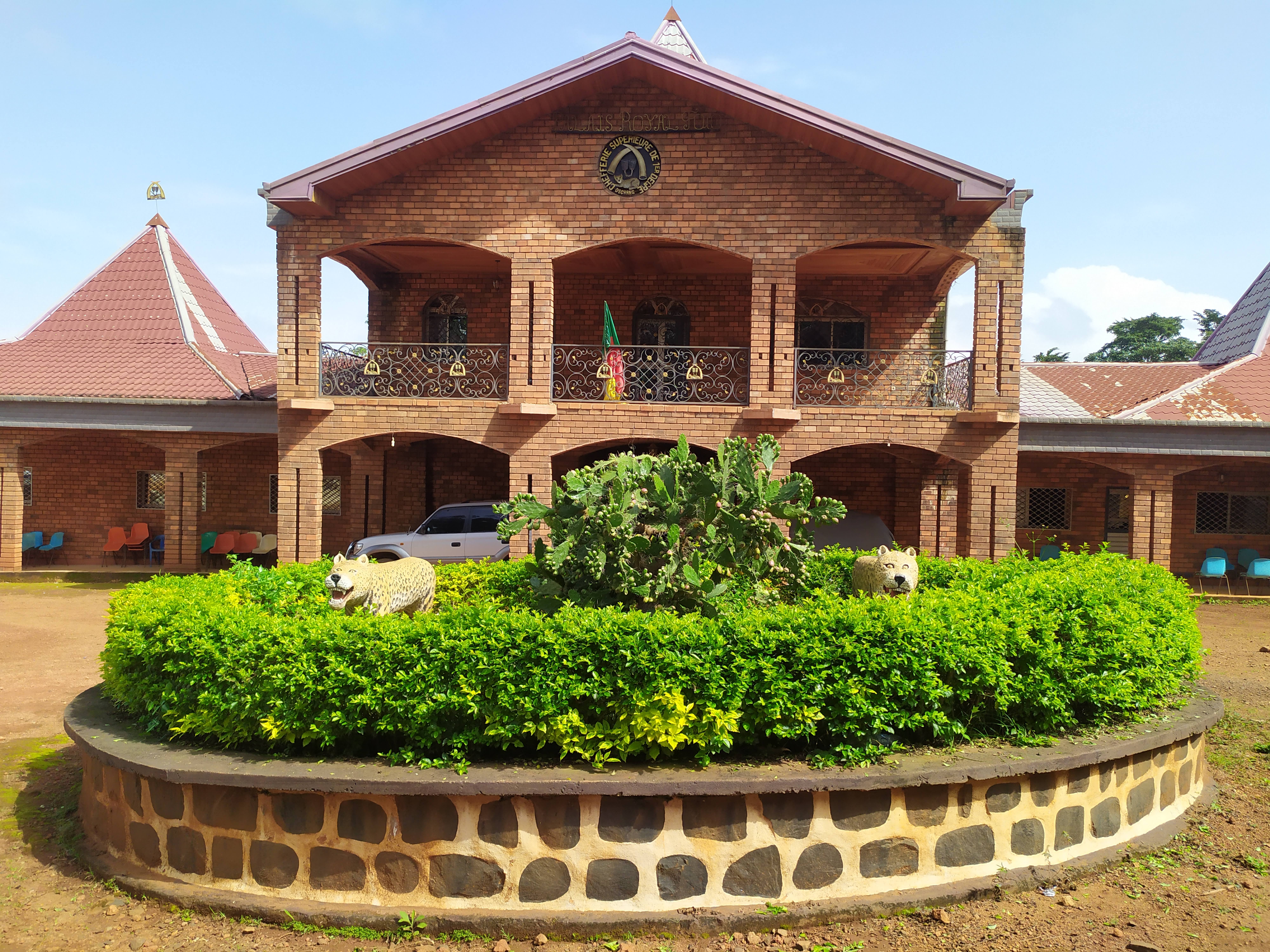
Chefferie Foto

La population a pour langue locale le yemba central. Le repas traditionnel et originaire de ce groupement est le kWA- ZAP (macabo pilé qui se mange avec les légumes).
Une grande partie de la ville de Dschang est située en son sein.
To'oh (Foto) est réputé pour ses danses traditionnelles : 
- Kougang (danse sécrète)
- Aka’a (danse de noblesse)
- Nteuh (danse de victoire)
- Meguifo (danse des reines)

## Liste des Chefs Foto
1. Temekouo ou Temgoua (1823-1846)
2. Chissep (1846-1869)
3. Tegueguim (1869-1892)
4. Nelo (1892-1915)
5. Tenekeu (1915-1932)
6. Jean Soffack (1932-1964)
7. Jean Claude Momo (1964-2010)
8. Momo Soffack I (sur le trône depuis 2010)

## Personnalités nées à Foto
- André Wouking (1930-2002), archevêque de Yaoundé
- Hugues Kenfack (1967- ), Professeur d'universitéet président de l'université Toulouse I - Capitole.
- Jean Tiba (1900-1963), le grand catéchiste de la mission catholique du Sacré-Cœur de Dschang[3]